# Província de Prato
La província de Prato  és una província que forma part de la regió de la Toscana dins Itàlia. La seva capital és Prato. Limita al nord amb l'Emília-Romanya (ciutat metropolitana de Bolonya), a l'est i al sud amb la ciutat metropolitana de Florència i a l'oest amb la província de Pistoia. Té una àrea de 365,72 km², i una població total de 253.799 hab. (2016). Hi ha 7 municipis a la província. Creada el 1992 en una escissió de la província de Florència, és la segona província d'Itàlia més petita per extensió i per nombre de municipis, precedida només per Trieste.